# Vies des prophètes
Les Vies des prophètes est un écrit apocryphe à propos de la vie des prophètes de l'Ancien Testament, datant du Ier siècle. Il n'est considéré comme canonique par aucune dénomination juive ou chrétienne. 

## Origine et transmission des manuscrits
Bien que probablement d'origine juive, l'œuvre ne nous est parvenue que dans les manuscrits chrétiens porteurs de nombreuses additions. Il existe en effet deux groupes de manuscrits grecs : le premier groupe comprend de nombreuses versions, bien connues au cours des siècles passés, avec de lourds ajouts chrétiens. Certaines de ces versions ont été attribuées à Épiphane de Salamine, et d'autres à Dorothée de Tyr ; le deuxième groupe de manuscrits ne présente pas les interpolations du groupe précédent : le meilleur codex est un manuscrit du VIe siècle, le Codex Marchalianus généralement appelé "Q" ou "recension anonyme". 
Il existe également une version latine avec un texte proche de Q utilisé par Isidore de Séville, daté d'avant l'an 636. Il existe également des versions en langue syriaque, langue arménienne, et langue arabe.

## Langue originale et date
Les débats entre spécialistes n'ont pas abouti à un consensus quant à la langue originale, l'œuvre n'ayant été transmise que dans des manuscrits chrétiens dérivés de l'œuvre originale. C.C. Torrey estime que l'original était rédigé en hébreu, d'autres auteurs ont proposé l'araméen. Pour d'autres encore, l'utilisation préférentielle de citations de la Septante suggère un original grec avec une coloration sémitique.
La datation de l'œuvre est elle aussi très problématique en raison de la transmission chrétienne et des additions présumées. La plupart des chercheurs considèrent que ce travail est d'origine juive datant du Ier siècle : C.C. Torrey suggère une date antérieure à l'an 106, Hare le premier quart du Ier siècle après J.-C.,  Satran propose une origine byzantine précoce, au IVe siècle ou Ve siècle, s'appuyant sur des documents antérieurs. Mais la date doit être antérieure au Ve siècle, comme l'écrit Torrey, puisque les Vies des prophètes sont citées dans plusieurs recensions, dont la plus connue est celle d'Épiphane, évêque chypriote du IVe siècle. 
L'ouvrage peut avoir été connu par l'auteur de certaines des épîtres pauliniennes, car il existe des similitudes dans les descriptions des destins des prophètes, sans toutefois nommer les personnes concernées.

## Contenu
L'œuvre s'ouvre par un sommaire détaillé : les noms des prophètes et leur origine, le lieu et les circonstances de leur mort, et le lieu de leur sépulture.
La Vie des prophètes comprend la vie des 23 prophètes. Certaines notices sont extrêmement courtes, seules les informations les plus élémentaires sont données, tandis que d'autres sont détaillées et pleines d'anecdotes. Les principaux faits indiqués dans les Vies sont les suivants :
- Ésaïe : serait originaire de Jérusalem, aurait souffert le martyre en étant emprisonné dans un arbre creux et scié en deux par le roi de Juda Manassé (en accord avec le livre apocryphe de l'Ascension d'Isaïe), et serait enterré près d'un endroit généralement identifié par les érudits comme le bassin de Siloé.
- Jérémie : dit être d'Anathoth (Jr 1,1), a subi le martyre par lapidation à Taphnis en Égypte ancienne où il a également été enterré. On dit que celui qui a prié avec foi sur la tombe du voyant est guéri des morsures d'aspics. Ses restes ont ensuite été déplacés à Alexandrie. Avant que le Temple de Salomon ne soit détruit, Jérémie a miraculeusement caché l'Arche d'alliance dans le rocher.
- Ézéchiel : dit être d' Arira [7] et être d'une famille de prêtres. Il a souffert le martyre dans le pays des Chaldéens et a été enterré dans la tombe de Shem et Arpakshad. Une description de la tombe est donnée. Les mêmes histoires d'Ézéchiel dans la exil à Babylone sont ensuite racontées.
- Daniel : dit être de la tribu de Juda et né à Beth Horon[7], il est décrit comme un homme dévoué au jeûne et à la prière, et l'histoire, pleine de détails miraculeux, de la conversion de Nabuchodonosor II est racontée.
- Osée : dit être de la tribu d'Issacar et né à Belémot[7] où il a été enterré.
- Michée : dit être de la tribu d'Ephraïm et avoir subi le martyre aux mains du roi Jehoram[8] et enterré dans son pays près du cimetière des Anakim.
- Amos : dit être né à Tekoa (en) (Am 1,1), torturé par Amaziah (le prêtre de Béthel de Am 7,10) et martyrisé par le fils de celui-ci. Il a été enterré dans sa terre natale.
- Joël : dit être de la Tribu de Ruben, né et enterré à Béthomoron[9].
- Abdias : dit être né à Beth-acharam[7] au pays de Sichem.
- Jonas : dit être né au pays de Kariathmos[7] près de la ville grecque d'Azotos. Après sa prédication à Ninive, il serait allé vivre avec sa mère à Sour, au Liban. Il revint en Judée, mourut et fut enterré dans la grotte de Kenaz (à laquelle il est fait référence dans Livre de la Genèse 36:11).
- Nahum : dit être de Elkesi (Na 1,1), devant Isbergabin [7] de la Tribu de Siméon. Il est mort en paix et a été enterré sur ses terres.
- Habacuc : dit être de la terre de Bethzuchar [10] et de la Tribu de Siméon. Après la chute de Jérusalem, il est allé vivre dans le pays d'Ismaël et est ensuite revenu pour aider les Hébreux qui sont restés. Il se rendit ensuite en Babylonie pendant la captivité babylonienne où il rencontra Daniel. Il mourut deux ans avant la fin de la captivité et fut enterré dans son pays.
- Sophonie : dit être du pays de Sabaratha[10] et de la Tribu de Siméon. Il a été enterré dans sa terre.
- Aggée : dit être venu à Jérusalem de Babylonie quand il était jeune, et il a vu la reconstruction du Temple de Jérusalem. Il a été enterré près des tombes des prêtres (probablement dans la Vallée du Cédron).
- Zacharie : on dit qu'il est venu à Jérusalem de Babylonie alors qu'il était déjà vieux. Il bénit à la fois Jozadak (le père de Josué le grand prêtre) et Zorobabel. Il est mort vieux et a été enterré près d'Aggée.
- Malachie : on dit qu'il est né à Sofa[7]. Il est mort jeune et a été enterré avec ses pères.
- Nathan : dit être de Gaba[10]. Il a enseigné la Torah à David. Belial a fait qu'il n'a pas pu empêcher David de tuer le mari de Bethsabée. Il mourut très vieux et fut enterré dans sa terre.
- Achija de Silo (1R 11,29) : dit être de la ville cananéenne de Silo. Il a été enterré près du chêne de Silo.
- Joad (appelé Jadon dans Antiquités des Juifs VIII,8,5 et appelé "l'homme de Dieu" dans 1R 13,1) : dit être de Samareim [10] et a été enterré comme indiqué dans 2R 23,18).
- Azaria (2Ch 15,1) : on dit qu'il vient du pays de Subatha[10]. Il a été enterré dans son pays.
- Elie le Thischbite (en) : il est dit qu'il vient du pays des Arabes, de la tribu d'Aaron qui était en Galaad. La naissance d'Élie fut miraculeuse : lorsqu'il devait accoucher, son père Sobacha vit des figures blanches d'homme qui le saluèrent, l'enveloppèrent et le nourrirent de flammes.
- Elisée : on dit qu'il est de Abel-Méhula (1R 19-16) dans le pays de Ruben. Quand il est né, un veau d'or a crié si fort qu'on l'a entendu à Jérusalem. Il fut enterré en Samarie.
- Zacharie (fils de Joad) (2Ch 24,20-22) : dit être de Jérusalem, il fut tué par Joas près de l'autel du Temple de Jérusalem. Il a été enterré près de son père. Après sa mort, les prêtres du Temple ne pouvaient plus, comme auparavant, voir les apparitions des anges du Seigneur, ni faire la divination avec l'Ephod, ni donner des réponses du Debir.

Comme l'ouvrage se trouve transcrit dans des manuscrits chrétiens, certains prophètes du Nouveau Testament y sont ajoutés, notamment Zacharie, Siméon, et Jean-Baptiste.  Siméon serait mort de vieillesse, tandis que Zacharie aurait été tué par Hérode "entre le temple et l'autel", selon les mots de Jésus dans l'Évangile de Matthieu 23:35 et l'Évangile de Luc 11:51.

## Thématiques abordées
L'auteur de Vies des prophètes s'est davantage intéressé aux miracles, aux intercessions et aux prédictions des prophètes qu'à leur message théologique ou éthique.
L'un des thèmes majeurs de Vies des Prophètes est l'identification des lieux de sépulture des prophètes. Dans son étude, Joachim Jeremias examine les preuves archéologiques et littéraires, en particulier l'activité architecturale de Hérode le Grand et les attestations de  23,29 et de Lc 11,47, et considère les Vies comme un témoignage de la dévotion populaire au Ier siècle.
Le thème des prophètes en tant qu'intercesseurs pour les gens longtemps après la mort du prophète est également présent.
Enfin un autre thème majeur est le martyre des prophètes : selon l'ouvrage, six des prophètes auraient été martyrisés.